# Lillyn Brown
Pour les articles homonymes, voir Brown.
Lillyn Brown, née Lillian Thomas le 24 avril 1885 et décédée le 8 juin 1969, parfois créditée sous le nom de Lillyan Brown, est une chanteuse américaine, artiste de vaudeville et professeur qui affirme avoir été « la première chanteuse professionnelle à chanter le blues devant le public », en 1908. Elle est présentée comme « La Kate Smith de Harlem » et « La fille originale gay des années 90 ».

## Biographie

### Origines
Lillyn Brown est née à Atlanta, en Georgia, le 24 avril 1885 sous le nom de Lillian Thomas. Elle est la fille d'une mère Afro-Américaine et d'un père Français. 

### Carrière artistique
Lillyn Brown joue pour la première fois en 1894 sous le pseudonyme de « The Indian Princess » avec un orchestre à cordes féminin entièrement blanc. En 1896, présentée comme « la plus jeune interlocutrice du monde », elle se produit dans des spectacles de ménestrels en tant que transformiste, souvent créditée sous le nom d'El Brown pour déguiser son sexe. 
Elle développe un numéro dans lequel elle porte un haut-de-forme et une queue-de-pie, chante plusieurs chansons en tant qu'homme, puis révèle ses cheveux longs et continue à chanter en tant que femme. Elle prétend être la première chanteuse professionnelle à chanter du blues devant un public, lors de représentations au Little Strand Theatre de Chicago en 1908.
En 1918, elle remplace Esther Bigeou en tant qu'actrice de la comédie musicale populaire Broadway Rastus à New York. Elle fait ses seuls enregistrements en mars et mai 1921, quelques mois après les enregistrements pionniers du blues de Mamie Smith. Lillyn Brown enregistre pour Emerson Records, soutenue par les Jazz-Bo Syncopators, un groupe qui comprenait Ed Cox (cornet), Bud Aiken et Herb Flemming (trombone), Garvin Bushell (clarinette), Johnny Mullins (violon) et Lutice Perkins (batterie). Elle n'enregistre que quatre morceaux – « Ever Lovin' Blues », « If That's What You Want Here It Is », « The Jazz Me Blues » et « Bad-Land Blues ». Ils sont ensuite réédités sous différents noms par d'autres labels : Maude Jones sur Medallion Records, Fannie Baker sur Oriole Records et Mildred Fernandez sur Regal Records. 
Lillyn Brown se produit à Broadway, fait une tournée en Europe et performe dans les boîtes de nuit majeures d'Harlem et dans le circuit vaudeville de Keith. Elle annonce sa retraite en 1934, mais apparaît en 1938 dans le spectacle Broadway Sing Out the News. En 1949, elle joue dans l'opéra Regina de Marc Blitzstein au 46th Street Theatre à New York,. En 1952, elle apparaît dans une reprise éphémère de Kiss Me, Kate à Broadway. Dans les années 1950, elle dirige une école de théâtre et de chant à Manhattan et enseigne à la Jarahal School of Music de Harlem. Elle écrit, joue et produit également des pièces pour l'Abyssinian Baptist Church, et est active au sein de l'African American Actors Guild. Sa dernière prestation publique a lieu lors d'un concert en hommage à Mamie Smith en 1964.
Lillyn Brown décède à St. Rose's Home au 71 Jackson Street dans le Lower East Side de Manhattan, à New York le 8 juin 1969, à l'âge de 84 ans.

## Broadway
- Sing Out the New [Chantez les nouvelles] (1938)
- Regina (1949)
- Kiss Me, Kate [Embrasse-moi, Kate], reprise (1952)

## Voir également
- Florence Hines